# 異特龍屬的種

異特龍是個高度變化的屬，體型是其中一個明顯的差異。牠們的多變化性導致了眾多的種，種的數量取自於其他的因素，例如：年齡、性別，但仍有爭議。

異特龍屬（學名：Allosaurus）屬於恐龍的肉食龍下目，自從在1877年被奧塞內爾·查利斯·馬什命名以來，已有許多的可能種被歸類於異特龍屬，但只有少數被認為是有效種。異特龍的化石最早發現於美國西部的上侏儸紀地層莫里遜組，而模式種脆弱異特龍（A. fragilis）是最著名的恐龍種之一。
異特龍也是馬什與科普之間的化石戰爭的主題之一，他們的競爭使得異特龍的分類產生混淆，馬什與科普所命名的幾個屬與種，現在被認為是異特龍或脆弱異特龍的異名。自從異特龍被命名以來，科學家們已在遙遠的葡萄牙、西伯利亞、瑞士、以及坦尚尼亞發現了幾個新種，並在澳洲與中國發現了數個未命名的化石，可能也屬於異特龍。

## 模式標本爭議

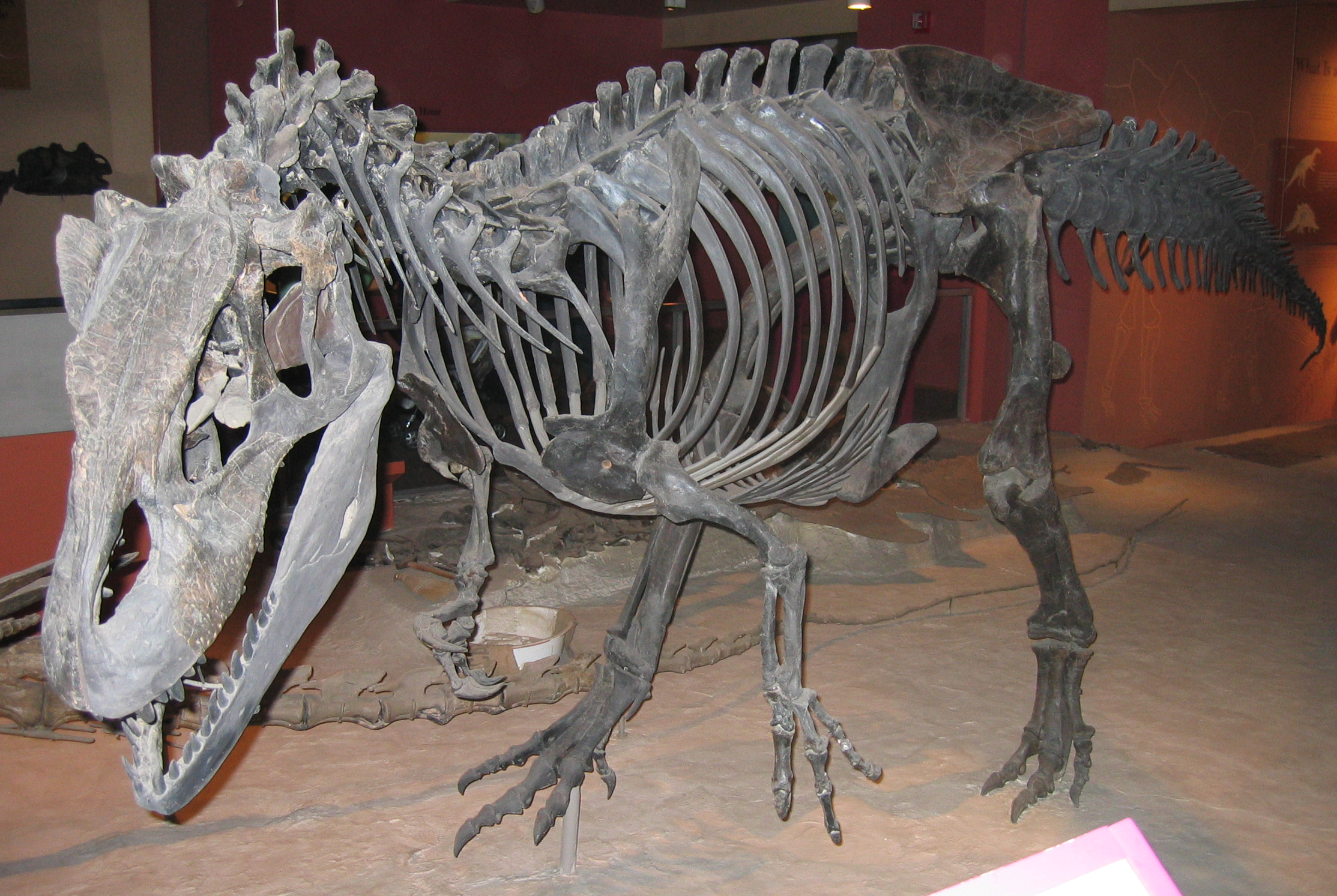
脆弱異特龍的骨架模型（編號USNM4734），可能是未來的新模式標本

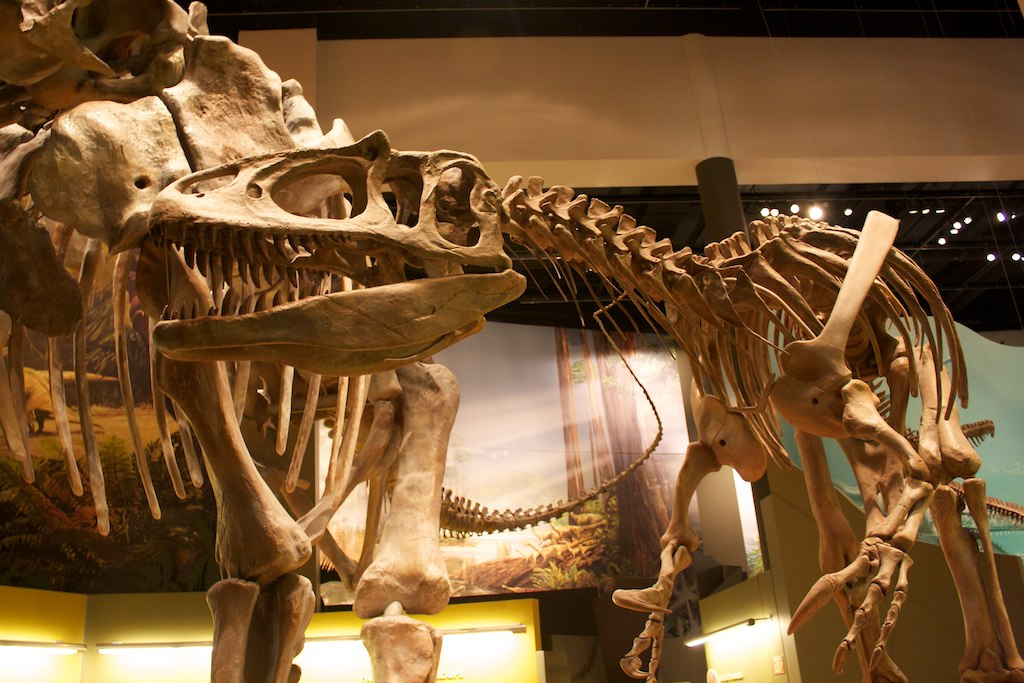
食蜥王龍（巨異特龍）的骨架模型

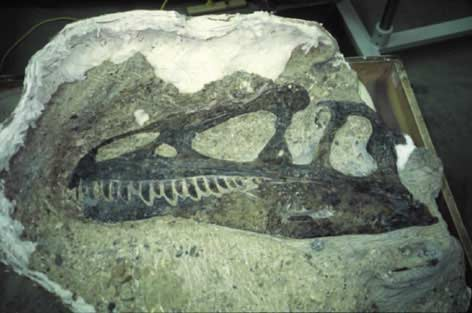
詹氏異特龍的頭顱骨（編號DINO 11541），發現於恐龍國家紀念公園，仍位於母岩

脆弱異特龍（A. fragilis）的模式標本（編號YPM 1930）相當破碎，包含數節不完整脊椎、四肢骨頭的碎片、肋骨碎片、以及一顆牙齒。數名古生物學家認為這個化石的狀態破碎，不足以成為物種建立時、化石歸類時的比對對象，因此提出脆弱異特龍是個疑名，甚至異特龍屬本身也是個疑名。在2010年，葛瑞格利·保羅（Gregory S. Paul）、肯尼思·卡彭特（Kenneth Carpenter）向国际动物学术语命名委员会提出請求，要求將脆弱異特龍的模式標本改為編號USNM4734標本。這個要求目前還在審議中。

## 可能的有效種
现在仍不確定异特龙属究竟有多少个种类。自從1988年以來，有七個種被視為是可能的有效種，包含：模式種脆弱異特龍（A. fragilis）、合異特龍（A. amplexus）、殘暴異特龍（A. atrox）、歐洲異特龍（A. europaeus）、巨異特龍（A. maximus）、坦達格魯異特龍（A. tendagurensis）、以及尚未正式敘述的詹氏異特龍（"A. jimmadseni"），但其中只有少數種普遍被視為有效的種。此外，還有至少10個疑名或未敘述的無資格名稱曾被歸類於異特龍屬。在最近期的基礎堅尾龍類獸腳類恐龍的研究中，只有脆弱異特龍、詹氏異特龍（被列為未命名種）、以及坦達格魯異特龍被承認是可能的有效種；而合異特龍（即為依潘龍）、殘暴異特龍被視為是脆弱異特龍的異名，歐洲異特龍並沒被承認，巨異特龍則被獨立為食蜥王龍。
脆弱異特龍是異特龍屬的模式種，是由馬什在1877年所命名。脆弱異特龍的化石來自於至少60個個體，出土於美國的摩里遜組，年代為上侏儸紀的啟莫里階到提通階，另外在科羅拉多州、蒙大拿州、新墨西哥州、奧克拉荷馬州、南達科他州、猶他州、以及懷俄明州也有發現。在莫里遜組出土的獸腳類恐龍中，脆弱異特龍的肱骨常被用作鑑定的參考；但詹氏異特龍的發現，顯示這個鑑定標準並不實用。脆弱異特龍的正模標本破碎而且有限，因此很難去定義這個種，有研究人員提出使用狀態更好的其他化石來作為脆弱異特龍的新鑑定標準。
合異特龍最初是由科普在1878年所建立，並是他所命名的依潘龍（Epanterias）的模式種；化石（編號AMNH 5767）發現於莫里遜組，是一個大型的異特龍化石，包含三個脊椎骨、一個鳥喙骨、以及一個蹠骨。在1988年，葛瑞格利·保羅（Gregory S. Paul）將合依潘龍歸類為合異特龍，並包含巨食蜥龍（Saurophagus maximus）的化石。根據保羅的最新研究，合異特龍是脆弱異特龍的一個異名。而食蜥龍因為該名稱已被使用，現已改名為食蜥王龍（Saurophaganax）。
歐洲異特龍是在1999年發現於葡萄牙，化石（編號MHNUL/AND.001）是一個部分骨骸，包含：一個方骨、脊椎骨、肋骨、腹肋、人字形骨（Chevron）、部分臀部、以及後肢。這個標本原本被歸類於脆弱異特龍，但後來在勞爾哈（Lourinhã）附近發現一個部分頭顱骨與頸部（編號ML 415），年代為啟莫里階；因為這個新發現的化石，導致了歐洲異特龍的建立。歐洲異特龍與其他種的差別在於身體的細部特徵。然而，更多的化石材料顯示歐洲異特龍可能屬於脆弱異特龍，如同最原始的研究。
詹氏異特龍與巨異特龍的建立，都直接或間接地與丹尼爾·舒爾（Daniel Chure）對於異特龍科化石的研究有關。詹氏異特龍是根據一個在莫里遜組發現的化石而命名，該化石是一個接近完整的骨骸與頭顱骨。該化石被標名為A. sp. 2，與脆弱異特龍之間有幾個細部結構上的差異，例如：顴骨具有筆直的下緣；此外，該化石發現於莫里遜組的Salt Wash段，而脆弱異特龍都發現於較上層的Brushy Basin段。詹氏异特龙自上个世纪80年代被发现以来长期不被大多数古生物学家承认，但在2020年，经过长时间的研究与论证，詹氏异特龙最终被认定为有效种，著名标本“大艾尔”就是一个亚成年詹氏异特龙个体。巨異特龍的化石是一個巨大的異特龍，發現於奧克拉荷馬州的莫里遜組。這個化石原本被舒爾在1995年命名為巨食蜥龍（Saurophagus maximus），但這個名稱已被使用，使得舒爾提出另一個名稱，巨食蜥王龍（Saurophaganax maximus）。在1998年，大衛·史密斯（David K. Smith）的異特龍變種研究中，他提出巨食蜥王龍與異特龍的差異不大，不足以建立獨立的屬，而是異特龍的一個種，因此改名為巨異特龍。但近年來的基礎堅尾龍類研究，大部分反對史密斯的論點。在1988年，葛瑞格利·保羅的研究中也出現過巨異特龍，但這是將合異特龍排版錯誤所致。

## 生理變異：殘暴異特龍

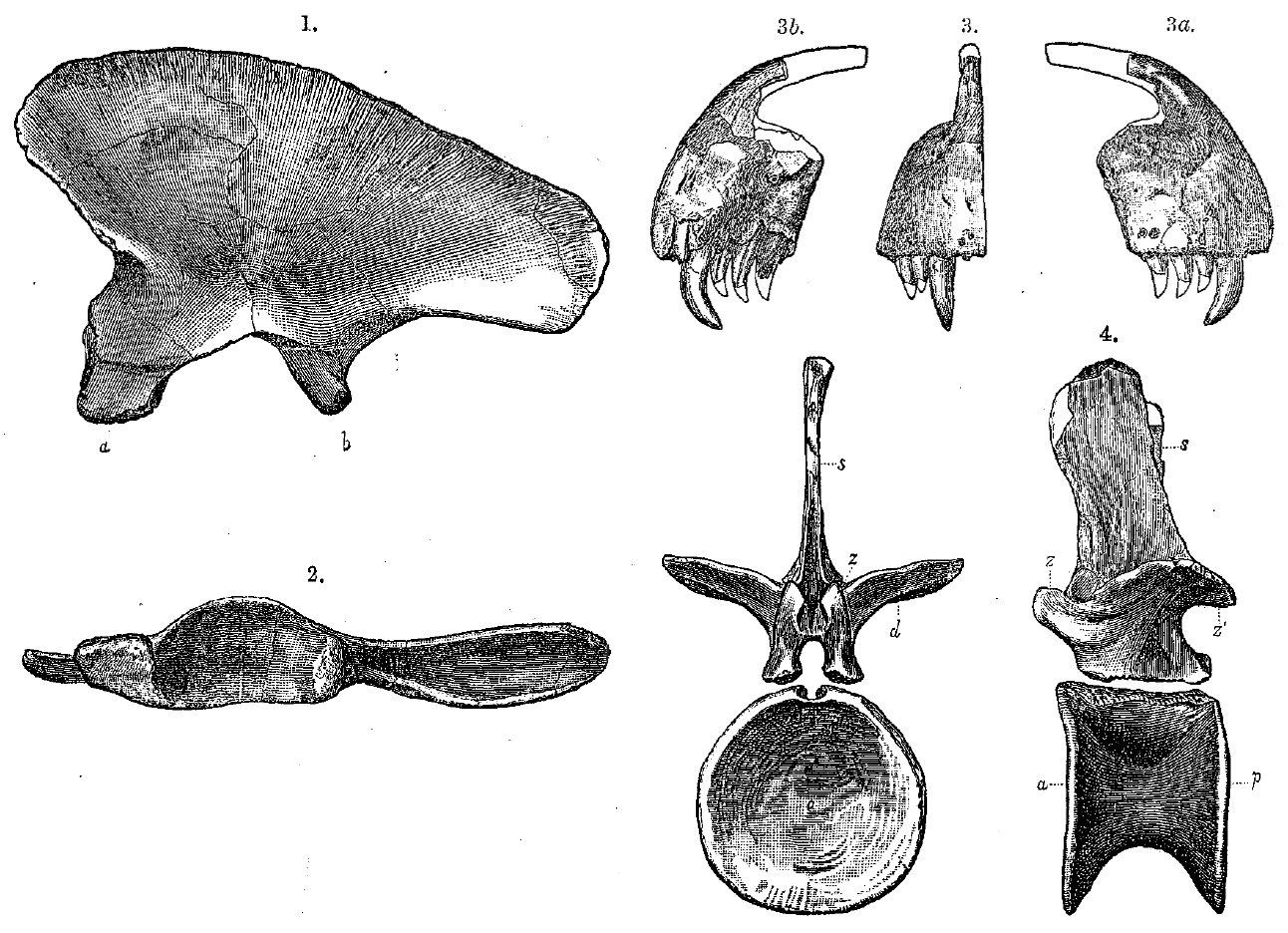
Creosaurus的化石，目前普遍認為是Allosaurus atrox

莫里遜組只有兩個異特龍的種，這個概念是起自於葛瑞格利·保羅在1988年的書籍《Predatory Dinosaurs of the World》。保羅提出脆弱異特龍具有高、尖狀的角冠，較為修長的身體；而他所提到的第二個種殘暴異特龍，因為數量稀少，所以並非兩性異形。殘暴異特龍是由馬什在1878年所命名，最初是Creosaurus的模式種，化石（編號YPM 1890）包含：兩個頭顱骨碎片、部分的9節尾椎、2節薦椎、一塊恥骨、以及腳踝與足部的骨頭。莫里遜組只有脆弱異特龍與殘暴異特龍的概念，被半科學文獻與大眾讀物所接受，但在許多科學文獻不接受這個說法。
在1996年，大衛·史密斯根據不同的採石場來比較異特龍化石，他發現在猶他州克利夫兰劳埃德恐龍采石场发现的异特龙化石，普遍比在懷俄明州杨百翰大学乾岩石台地采石场发现的巨大强壮的异特龙要小得多，但兩者的骨頭形狀並沒有不同。在稍後的研究中，史密斯將科羅拉多州花園公園、猶他州恐龍國家保護區的化石加入比較，他發現骨骼上的差異，不足以將牠們區分為不同的種；頭顱骨的變化則較為常見、可辨別的，可能是個體變異的後果。史密斯進一步研究體型上的變化，他發現沒有一致性的變化，不過乾岩石台地採石場的化石常因距骨的不同而被區分在一起。肯尼思·卡彭特（Kenneth Carpenter）研究克利夫蘭勞埃德的頭顱骨，發現不同個體的變化高，質疑之前利用額角形狀等特徵而建立種的作法是否適當，例如詹氏異特龍是利用顴骨形狀而建立的物種。

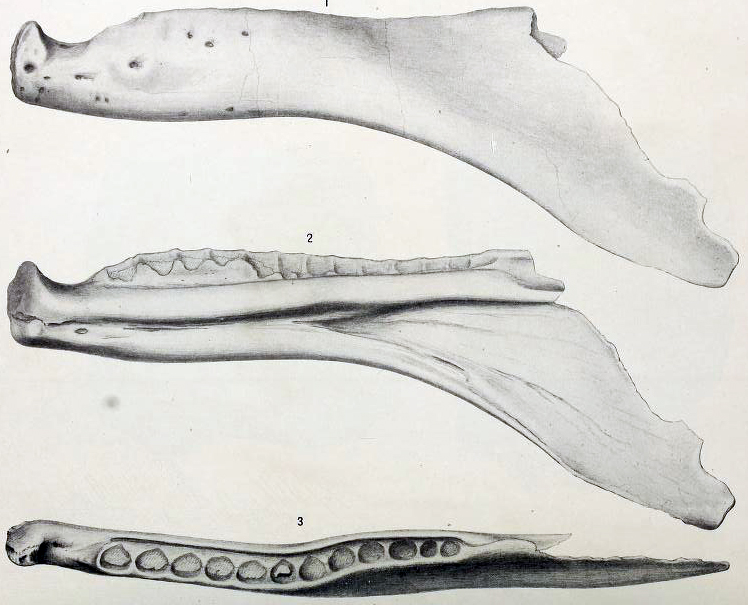
Labrosaurus ferox的正模標本齒骨，可能屬於脆弱異特龍

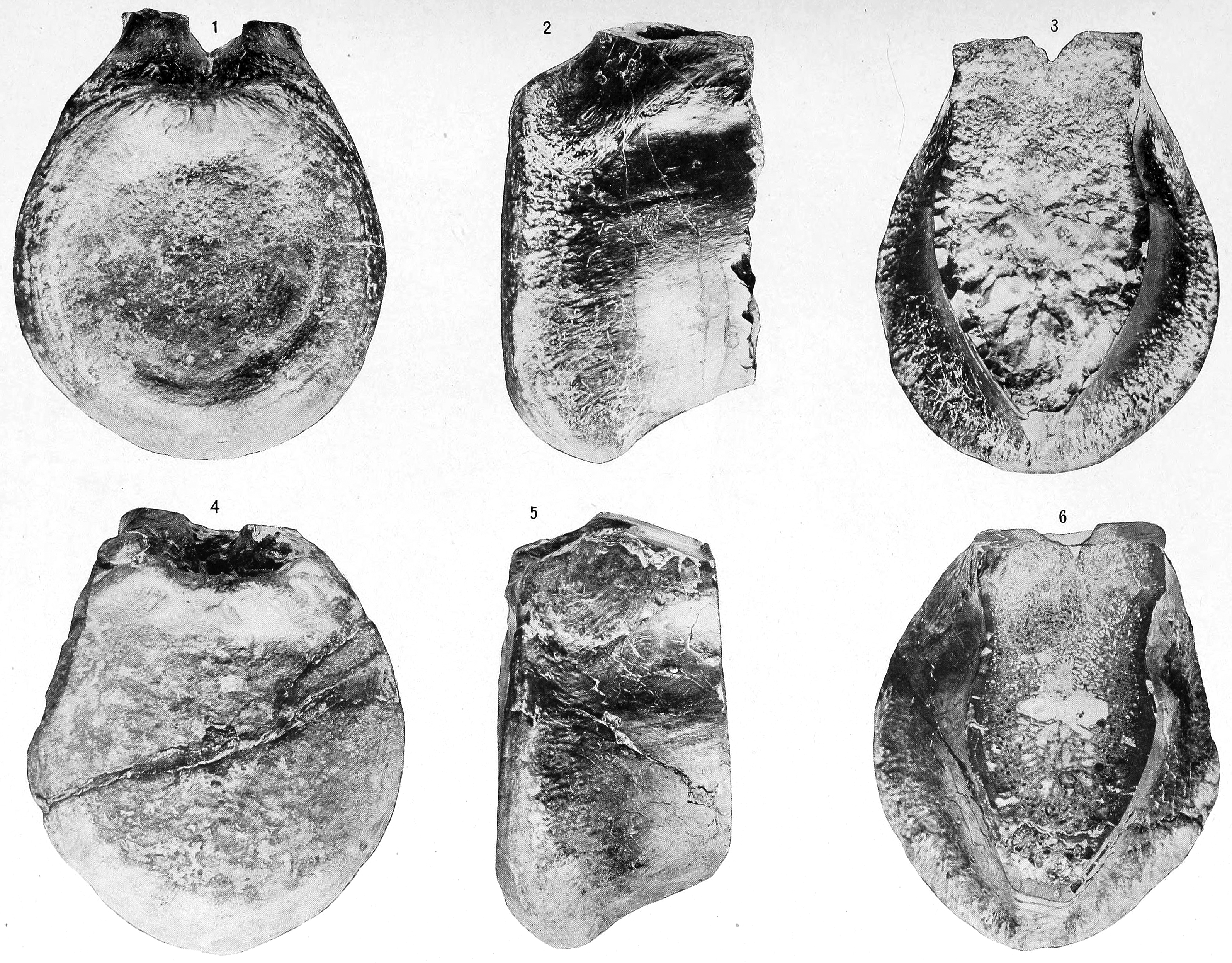
A. valens的正模標本

## 無效名稱、異名
許多曾被歸類於異特龍的種，因為不同的原因而不被乘認是有效的名稱。敏捷異特龍（"A. agilis"）出現在Zittel（1887年）與奧斯本（1912年）的研究中，但其實是脆弱異特龍的排版錯誤。在1896年，馬什根據一個部份頭顱骨，而建立了兇猛異特龍（A. ferox），但這個化石已被認為屬於脆弱異特龍。A. lucaris也是由馬什所建立的，他在1878年根據一個部份骨骸所命名。但馬什後來認為A. lucaris足以建立個別的屬，因此建立為Labrosaurus，但不為其他科學家所接受，A. lucaris也被認為屬於脆弱異特龍。懷特氏異特龍（"A. whitei"）是由Pickering在1996年所命名，被重建成殘暴異特龍的外形，狀態為無資格名稱，不被承認是有效種。
數個被歸類於其他屬的種，現在被認為是破碎異特龍的異名。Labrosaurus ferox是由馬什在1884年所建立，化石是一個變形的部份下頜，嘴尖處的齒列有個明顯的缺口，頜部後段則延展並外翻。後來的研究人員提出這個這個下頜骨頭具有病狀，應該是該動物生前受傷的痕跡，而後段變形的部分原因為石膏重建的後果。這個化石現在被認為極可能屬於脆弱異特龍。三邊牙異特龍（A. trihedrodon）最初被名為三邊牙暴風龍，由科普在1877年根據5顆獸腳類恐龍的牙齒所建立。這些牙齒過去曾被遺失，但在近年則被找回，它們明顯地屬於異特龍，可能也屬於脆弱異特龍。三邊牙異特龍也與科普所建立的劍龍科Hypsirophus discursus有關。科普最初認為Hypsirophus是種獸腳類恐龍，他提出Hypsirophus可能與三邊牙異特龍是同種動物。科普將一個疑似獸腳類的股骨歸類於Hypsirophus，但該化石後來被發現可能屬於依潘龍，這個不確定性使得Hypsirophus被認為是種嵌合體，其中部分為脆弱異特龍的化石。Allosaurus valens出現在休尼博士（Friedrich von Huene）在1932年的文獻，是腔軀龍（Antrodemus valens）的排版錯誤；吉爾摩爾在1920年提出，腔軀龍本身可能也屬於脆弱異特龍。Apatodon mirus （页面存档备份，存于）的化石是一個脊椎骨的碎片，最初被馬什誤認為是一個哺乳類的頜部，可能跟異特龍是同種動物，但也可能不是。

## 錯誤歸類種
數個最初曾被歸類於異特龍的種，但後來被歸類於其他屬。中異特龍（A. medius）是由馬什在1888年所命名，化石發現於馬里蘭州的早白堊紀地層，理查·史旺·納爾（Richard Swann Lull）將除了一顆牙齒以外，大部分的化石改歸類於鳥腳下目橡樹龍的一個新種（Dryosaurus grandis）。吉爾摩爾認為這顆牙齒無法鑑定，但將它歸類於橡樹龍的另一新種D. medius。大部分近年來的研究不接受吉爾摩爾的分類，而中異特龍則被列為獸腳亞目的一個疑名。西伯利亞異特龍（A. sibiricus）是由蘇聯古生物學家Anatoly Nikolaenvich Riabinin在1914年所建立，化石只有一個骨頭，後來被鑑定為第四蹠骨的一部分，被發現於俄羅斯布里亞特的早白堊紀地層，在1990年，該種被改歸類為吉蘭泰龍。但該種並非西伯利亞或亞洲唯一被發現的異特龍。在2003年，Sergei S. Kurzanov與其同事將6顆發現於西伯利亞的牙齒，命名為Allosaurus sp.（意為研究人員認為該化石極可能屬於異特龍，但尚未、或者不認為可建立新的種）。此外，最早在1982年，有消息指出中國山西省大同市發現了異特龍的尾椎，有可能被歸類為A. sp.。梅里安氏異特龍（A. meriani）是在1870年由J.B. Greppin所建立，當時為斑龍的一個種，化石是一顆牙齒，發現於瑞士的晚侏儸紀地層。該種有時被歸類於異特龍，但最近的研究則將該種列為獸腳類的一個疑名，梅里安氏斑龍（Megalosaurus meriani），或是列為角鼻龍的一個種（Ceratosaurus sp.）。斯特喬氏異特龍（A. stechowi）是由沃納·詹尼斯在1920年所命名，當時名為Labrosaurus stechowi，化石是一顆類似角鼻龍的牙齒，出土於坦尚尼亞的坦達格魯地層。隨者Labrosaurus被列為異特龍的異名，唐諾·葛勒特（Donald F. Glut）將該種改歸類於異特龍，但現在也被認為屬於角鼻龍的一個種（Ceratosaurus sp.），或者是角鼻龍下目的一個疑名。 
隨者Creosaurus與Labrosaurus被視為異特龍的異名，有數個種也被遺棄。Creosaurus potens是由理查·史旺·納爾在1911年所建立，化石是一個脊椎骨，發現於馬里蘭州的早白堊紀地層。目前也被視為獸腳亞目的一個疑名。"Labrosaurus huene"是個非正式名稱，休尼博士曾在1956、1958年使用過，化石是一個牙齒，發現於中國四川省的晚侏儸紀地層。Labrosaurus fragilis出現在馬什的1886年文獻，是Labrosaurus ferox的排版錯誤。L. sulcatus是由馬什在1886年所建立，是根據一顆在莫里遜組發現的獸腳類牙齒所命名；如同斯特喬氏異特龍，L. sulcatus也被認為是角鼻龍的一個種（Ceratosaurus sp.），或者是角鼻龍下目的一個疑名。

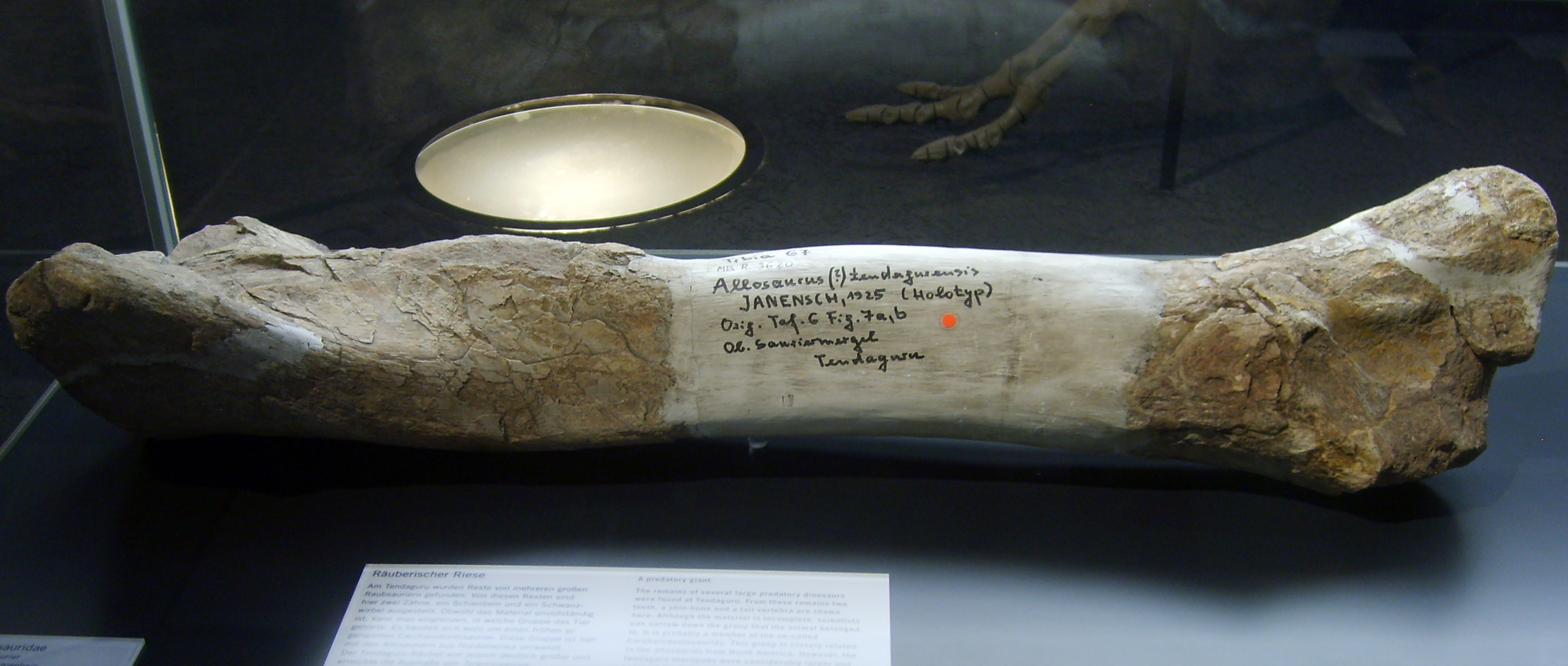
坦達格魯異特龍的化石 - 柏林自然科學博物館

坦達格魯異特龍是在1925年由沃納·詹尼斯（Werner Janensch）所命名，化石（編號HM 67）是一個部分脛骨，發現於肯亞姆特瓦拉區的坦達格魯，年代為啟莫里階。在最近幾年，坦達格魯異特龍並沒有得到太多的承認，有人認為牠們是個暫時性的異特龍有效種，或是種基礎堅尾龍類，或者僅是個獸腳亞目中的疑名。最近年研究，是將坦達格魯異特龍歸類於鯊齒龍科。雖然坦達格魯異特龍的歸類並不明確，但牠們是種大型獸腳類恐龍，身長約10公尺，體重約2.5公噸。

## 可能的澳洲化石
在澳洲維多利亞州Cape Paterson鎮所發現的一個距骨，年代為早白堊紀，被認為屬於異特龍的一個種。該化石被認為成為澳洲是已滅絕物種避難所的證據。塞繆爾·保羅·威爾斯後來鑑定這個距骨，他認為該化石更為類似似鳥龍科，但最初的發現者則堅持他的說法。經過15年後，丹尼爾·舒爾根據這些年累積的新標本與研究，發現這個距骨並非屬於異特龍，但可能屬於異特龍超科。東洋一與菲力·柯爾（Phil Currie）在敘述基礎異特龍科的福井盜龍時，發現這個澳洲化石外表類似福井盜龍。這個澳洲標本有時被稱為粗壯異特龍（"A. robustus"），但這是個不正式的名稱，僅用在博物館中。這個澳洲標本可能是南方獵龍的近親，或者是相同物種，或者可能是種阿貝力龍類。